# Aurora (Alastair Reynolds)
Aurora ist ein Science-Fiction-Roman des walisischen Autors Alastair Reynolds. Das englische Original The Prefect erschien 2007, ein Jahr darauf wurde die deutsche Übersetzung veröffentlicht. Das Buch gehört zum Revelation-Space-Zyklus, ist inhaltlich jedoch von den anderen Werken unabhängig. Die Handlung umfasst mehrere Tage im Jahr 2427 und ereignet sich im Glitzerband.

## Handlung
Der Präfekt Tom Dreyfus hat die Aufgabe übernommen, die Verantwortlichen der Zerstörung von Ruskin-Sartorius und damit Schuldigen am Tode von über 900 Menschen zu suchen. Der offensichtliche Eindruck, dass dieses Habitat durch den Synthetikerantrieb des Lichtschiffs Von Schatten begleitet mutwillig vernichtet wurde, wirft mehr Fragen auf, als er Antworten gibt. Nachforschungen führen zu den Namen zweier berühmter Einwohner des Glitzerbands: Phillip Lascaille und Aurora Nerval-Lermontov – doch beide sind schon seit Jahrzehnten verstorben.
Nachdem Dreyfus’ Kollegin Tahlia Ng auf mehreren Habitaten Updates auf die Votenprozessoren gespielt hat, schalten diese plötzlich die Verbindung zur Abstraktion ab, was zu Angst und Panik in der Bevölkerung führt. Dies wird noch gesteigert, als Servotoren – Maschinen, die den Menschen alltägliche Arbeit abnehmen – anfangen, sich gegen die Bürger zu wenden.
Bald bekennt sich Aurora, die als Alpha-Kopie in Form eines künstlichen Bewusstseins überlebt hat, zum Versuch der Machtübernahme über das gesamte Glitzerband und stellt den Menschen ein Ultimatum. Ein ungleicher Kampf entbrennt. Doch Dreyfus wagt die Allianz mit einer ebenso totgeglaubten Lebensform, die schon vor Jahren die Menschen in Angst und Schrecken versetzt hat: dem Uhrmacher.

## Themen
Vorherrschendes Thema dieses Romans ist der politische Dualismus egalitär - elitär: Dreyfus verteidigt die Grundrechte aller Bürger des Glitzerbandes während seine Widersacher diese einschränken. Ob das damit gerechtfertigt werden kann, etwas Gutes für die Allgemeinheit erreichen zu wollen, wird in mehreren Situationen diskutiert.
Wie auch in anderen Werken Reynolds’ wird die Vermischung von natürlicher mit künstlicher Intelligenz thematisiert. Dies geschieht beispielsweise durch die digitale Vernetzung der Bürger mittels der Abstraktion. Im Extremfall wird dadurch die physische Präsenz für einige Menschen so vernachlässigbar, dass sie große Teile ihres Körpers aus wirtschaftlichen Gründen amputieren lassen. Weiterhin wird die Frage aufgeworfen, ob die künstliche Kopie von den mentalen Zuständen eines Menschen Persönlichkeitsrechte hat und als lebendiges Individuum gilt, wenn ihr Verhalten nicht vom Original zu unterscheiden ist. Dazu werden künstliche Intelligenzen gemessen an ihrer Vollwertigkeit in Alpha-, Beta- und Gamma-Intelligenzen unterteilt.
Das Glitzerband entwirft Reynolds als außergewöhnlich liberale Gesellschaft. Die einzelnen Habitate ähneln Stadtstaaten und dürfen jedes beliebige System realisieren – von der Anarchie bis zur Tyrannei. Die einzige Bedingung dabei ist, dass das Wahlrecht aller Bürger des Glitzerbandes uneingeschränkt bleibt.

## Ausgaben
- Alastair Reynolds: The Prefect. Gollancz, London 2007, ISBN 978-0-575-07716-4 (englische Erstausgabe).
- Alastair Reynolds: Aurora. Heyne, 2008, ISBN 978-3-453-52502-3.